# Banjarmasin

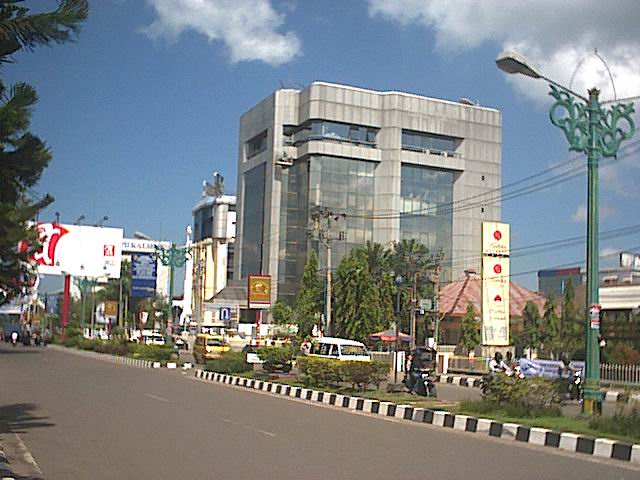
De Lambung Mangkurat-straat in Banjarmasin

Banjarmasin (ook wel Bandjermasin of Bandjarmasin) is de hoofdstad van de Indonesische provincie Zuid-Kalimantan (Kalimantan Selatan) op het eiland Borneo.
Deze stad met ruim 500.000 inwoners behoort met Pontianak, Balikpapan en Samarinda tot de grootste steden van Kalimantan (het Indonesische deel van Borneo). De haven van Banjarmasin wordt nog steeds gebruikt voor het verschepen van peper, maar ook andere producten zoals rubber, hout, aardolie, kolen, goud en diamanten worden daar overgeslagen.

## Geschiedenis
Banjarmasin werd in 1526 gesticht. De geschiedenis van het ontstaan van Banjarmasin werd beschreven in "de Sage van de Banjar" of "Hikayat Banjar" (geschreven in de 17e eeuw). In 1606 vestigde zich in die stad een Nederlandse handelspost voor de handel in peper. 
Toen sultan Adam in 1857 overleed, ontstond er een successiecrisis tussen pretendent Tamdjid Illah en pretendent Hidayat Ullah. Charles Ferdinand Pahud, de gouverneur-generaal van Nederlands-Indië, sloot een verbond met Tamdjid en intervenieerde met het Koninklijk Nederlandsch-Indisch Leger (KNIL) om hem op de troon te krijgen tegen gunstige handelsvoorwaarden. In de daaropvolgende Bandjermasinse Oorlog (1859–1863) versloeg het KNIL de troepen van Hidayat, die zich overgaf in 1862, snel daarna gevolgd door de rest van zijn aanhangers. Daarna ging Bandjermasin deel uitmaken van de Nederlandse kolonie Nederlands-Indië, waarbij het de hoofdstad was van het Nederlands-Indische deel van Borneo. Een buitgemaakte diamant van 36 karaat is aanwezig in het Rijksmuseum Amsterdam. De roof was onderwerp van het kinderboekenweekgeschenk 2020. Arend van Dam schreef: De diamant van Banjarmasin.

## Geboren in Banjarmasin
- Alphons Franssen Herderschee (1872-1932), Nederlands militair en ontdekkingsreiziger
- ir. Johan Manusama (1910-1995), president RMS 1966-1993
- James George Defares (1927-2015), arts, fysioloog, biomathematicus, auteur en songwriter
- Ronald van Beuge (1936-2021), diplomaat
- Gerard Höweler (1940), Nederlands beeldhouwer
- Bernard Dijkhuizen (1949), ingenieur en topfunctionaris
- Yke Viersen (1949), Nederlands cellist

## Nederlandse bisschoppen van Banjarmasin
- G. Groen (1949-1953)
- Wilhelmus Demarteau (1954-1983)

Gouvernementen: Goudkust* · Nederlands Brazilië · Nederlandse Antillen · Nederlands-Guiana (Berbice* · Cayenne · Demerary* · Essequebo* · Pomeroon · Suriname*) · Nieuw-Nederland
Gebieden met een directeur: Maagdeneilanden
Gebieden met een baron: Tobago (geleend aan Cornelis Lampsins)
Factorijen / handelsposten: Arguin · Loango-Angolakust · Senegambia · Slavenkust
Gouvernementen: Amboina* · Banda* · Batavia* · Ceylon · Coromandelkust* · Formosa · Java's Noordoostkust* · Kaapkolonie* · Makassar* · Malakka* · Mauritius · Molukken*
Directoraten: Vestingen in Bengalen · Vestingen in Perzië · Suratte
Commandementen: Bantam* · Malabar · Sumatra's Westkust*
Residenten: Bandjarmasin* · Cheribon* · Palembang* · Pontianak*
Gebieden met een opperhoofd: Birma · Dejima* · Vestingen in Siam · Timor · Tonquin
Factorijen: Vestingen in China
Nederzettingen: Amsterdam eiland (incl. Smeerenburg) · Jan Mayen
Vestingen: Acadia · Fort Nassau · Zoutpannen in Venezuela
*: Gebieden ook in handen van de Bataafse Republiek geweest.